# Drosophila acanthos
Drosophila acanthos este o specie de muște din genul Drosophila, familia Drosophilidae, descrisă de Kam și Guido Pereira în anul 2003. Conform Catalogue of Life specia Drosophila acanthos nu are subspecii cunoscute.